# نورث آمریکن وای‌اف-۹۳
نورث آمریکن وای‌اف-۹۳ (به انگلیسی: North American YF-93) یک هواپیمای ساختِ کارخانهٔ نورث امریکن اوییشن در کشور ایالات متحده آمریکا است. نخستین استفاده‌کنندهٔ این هواپیما نیروی هوایی ایالات متحده آمریکا بوده‌است. این هواپیما برای نخستین بار در ۲۴ ژانویه ۱۹۵۰ میلادی مورد استفاده قرار گرفت.